# Antonius Everdinus van Kempen
Antonius Everdinus van Kempen (Utrecht, 30 januari 1843 - Leiden, 28 oktober 1902) was een Nederlands politicus.
Van Kempen was een ondernemer die vijf jaar als antirevolutionair voor het district Leiden in de Tweede Kamer zat. Hij was eigenaar en bestuurder van de fabriek van goud- en zilverwerken in Voorschoten. Hij zette zich in de Kamer in voor wettelijke regeling van de zondagsrust voor ambtenaren en arbeiders. Tevens zette hij zich in voor bescherming van de industrie. Van Kempen was voorzitter van de bond van christelijke werkgevers. Hij was in Leiden raadslid en vervulde daar diverse functies op sociaal-charitatief gebied.
Zijn zonen Frederik Hendrik van Kempen en Henri Gijsbert van Kempen waren burgemeester en zijn oudere broer Lodewijk Johan Sigismund van Kempen is ook Tweede Kamerlid geweest.
- Biografisch Portaal: 11949129
- Digitale Bibliotheek voor de Nederlandse Letteren: kemp044
- International Standard Name Identifier: 0000 0003 9537 5819
- Nederlandse Thesaurus van Auteursnamen: 070082871
- Parlement.com: vg09ll25ddq0
- Virtual International Authority File: 290067731
- WorldCat: E39PBJtCBGVjPKKbm9xfqV3vpP